# Carl August Philipp
Carl August Philipp war ein deutscher Architekt in Köln.

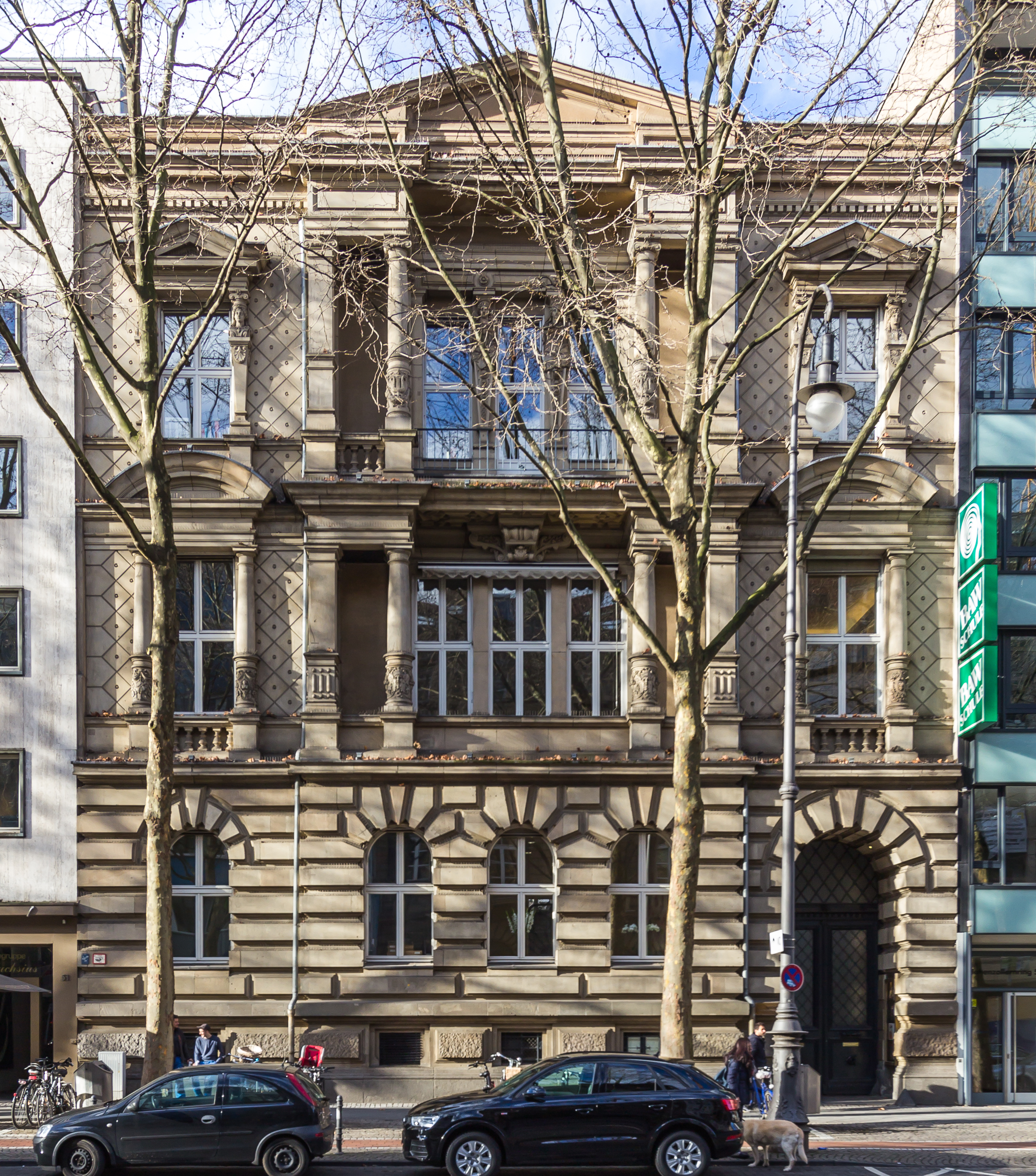
Haus Hohenzollernring 53

## Leben
Philipp war von 1878 bis 1879 Mitglied des belgischen Konsortiums zum Ankauf der Festungswerke und Verfasser eines Bebauungsplan-Entwurfs für die diesbezüglichen Verhandlungen mit der Stadt Köln. Im Jahre 1880 wurde sein Bebauungsplan-Entwurf mit dem Kennwort „Metropole“ im Wettbewerb mit dem 3. Preis ausgezeichnet. Er orientierte sich insbesondere bei seiner Arbeit an dem schlossartigen Palais Eduard Freiherr von Oppenheim. So entstanden großformatige Mietshäuser im palaisartigen, französischen Stil. Beispiele sind der 1884/1885 erbaute Wohnblock Flandrische Straße 12–20 / Lütticher Straße 1–5 (siehe Belgisches Viertel) und die Cron’sche Häusergruppe am Hohenzollernring 51 bis 55 sowie die Häuser Hohenzollernring 31 bis 35 (1886/1887).